# Introdacqua
Introdacqua (Ndrədàcquə in dialetto locale) è un comune italiano di 1 931 abitanti della provincia dell'Aquila, in Abruzzo. Situato nella Valle Peligna, sorge su un colle posto sulla confluenza di due valli che lo racchiudono, quelle di Contra e di Sant'Antonio.

## Geografia fisica

### Territorio
Il paese è situato nella Valle Peligna, al di sotto della vetta del Rognone (2089 m), a 642 m s.l.m., quest'ultimo facente parte del monte Genzana. È posto sulla confluenza di due valli, quella di Contra e di Sant'Antonio, le quali sono racchiuse a loro volta dal monte Plaja (864 m) e dal monte Cerrone. Il territorio è situato in una zona ad elevato rischio sismico, a breve distanza dalla faglia del Morrone.

## Origini del nome
Introdacqua è anticamente denominata Interaquas o Interaquis, cioè "paese costruito tra le acque", inter aquarum cursus, data anche, soprattutto in passato, l'immensa quantità d'acqua.

## Storia

### Le origini
Il documento più antico nel quale per la prima volta si parla di Introdacqua reca la data 983. Esso riguarda un Judicatum de Intredaque, cioè una sentenza emessa nei confronti di un Anso, figlio di Teuderamo, e di un Ferualdo, figlio di Oderisio, usurpatori di terre di proprietà del monastero di San Clemente a Casauria. Altro documento di poco più recente è quello che reca la data del 1024, contenente un altro Judicatum de Intredaque, nel quale compaiono, questa volta, dieci usurpatori di terre del monastero.
Il primo centro urbano, di età preromana, era collocato presso la cima del monte Plaja, luogo che fu nominato da Antonio De Nino "Piano della Civitella". Con la venuta dell'età medievale, la popolazione del luogo si stabilì presso l'attuale locazione. Con lo scorrere del tempo infine, con l'ingentilimento delle terre introdacquesi da parte dei monaci dell'abbazia di San Clemente a Casauria, l'allora pago, o villa, crebbe fino a divenire un borgo fortificato.
Dunque l'origine di Introdacqua, nell'attuale locazione, non va oltre il IX secolo.

### I Di Sangro (1173-1239), primi feudatari

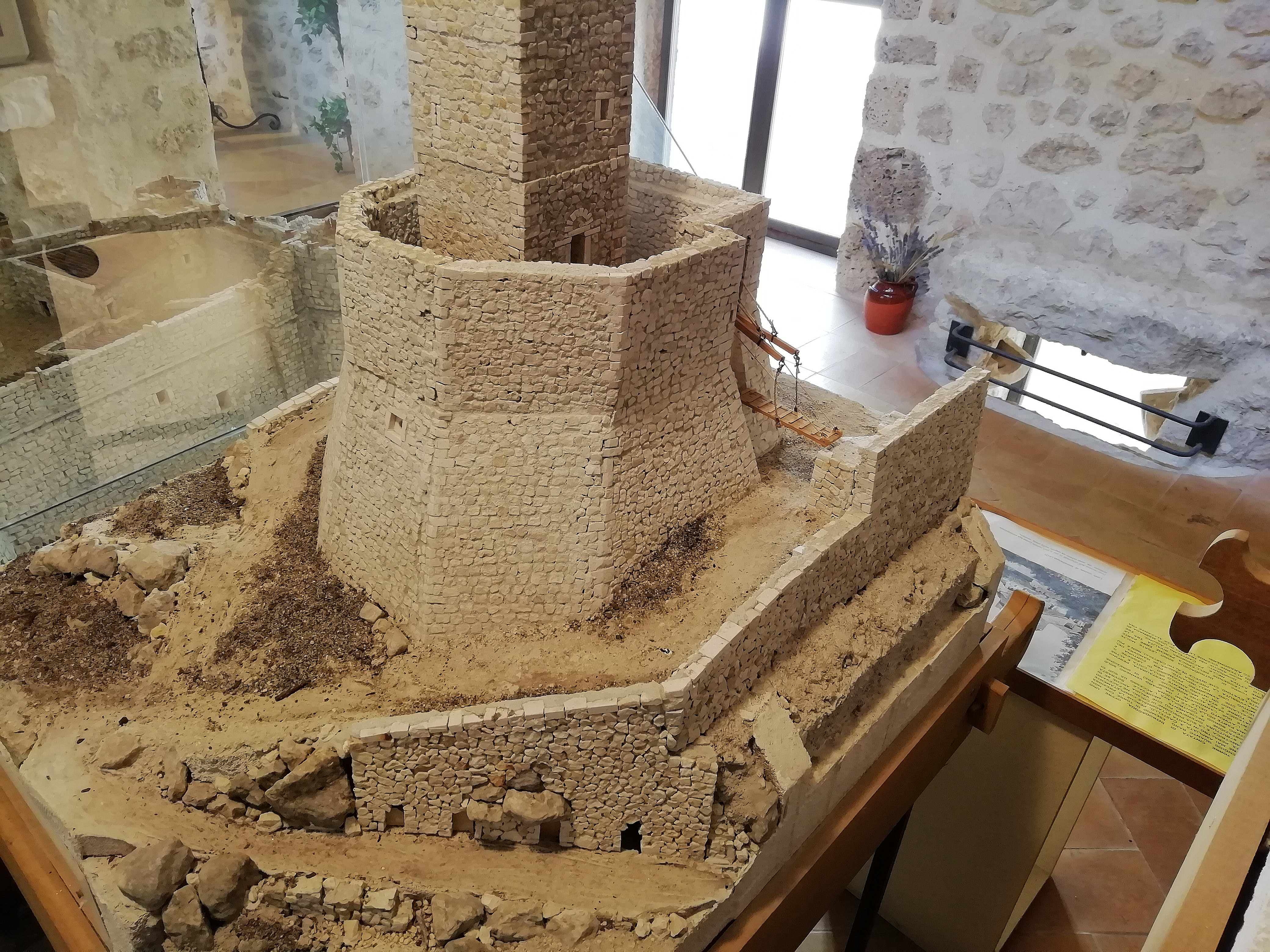
Aspetto del dongione in passato

Introdacqua subì le invasioni di Longobardi, Franchi, Saraceni e Normanni, e fu proprio con l'occupazione dei Normanni, nel 1173, che il paese fu affidato ai Conti Di Sangro. Durante la signoria Di Sangro Introdacqua era popolata da 48 fuochi (famiglie), e calcolando una media di 5 persone per famiglia, il numero degli abitanti si aggirava sui 240. Scarso era lo sviluppo demografico, ma al contrario lo era lo sviluppo nella via della civiltà e del progresso, visto l'elevato numero di chiese esistenti entro e fuori dall'abitato.
Il dominio dei Di Sangro durò oltre mezzo secolo (1173-1239), tra i fatti di notevole importanza durante questo periodo vi sono le numerose chiese costruite, molte delle quali sono andate distrutte, ma soprattutto è stata molto importante la costruzione del Castello, la cui torre centrale svetta tuttora sulla sommità del paese, la costruzione del Palazzo marchesale, dei due bastioni e del torrione, ancora esistente e ben conservato prospiciente la piazza Cavour.

### I d'Aquino (1318-1548)
Dopo i Conti Di Sangro, si sono susseguiti una serie di feudatari minori, fino ai Conti d'Aquino, i quali hanno avuto grande importanza per Introdacqua. Un episodio importante si verificò durante la loro signoria: nel 1310 un loro Vicario, Francesco de Insula, mosse da Introdacqua con 700 fanti e 40 cavalieri alla volta di Bugnara al fine di devastarne le campagne sradicando alberi, rubando masserizie e animali. Consapevole di ciò, il Giustiziere d'Abruzzo Guglielmo di Tre Salici si recò di persona ad Introdacqua. Ma quando vi giunse, le truppe del Vicario si erano dileguate. Soltanto 25 di esse si barricarono nel castello.
Dopo il terremoto del 1349, il feudo passò a Tommaso d'Aquino, e successivamente a Francesco, personaggio di grande importanza durante la guerra tra Angioini e Aragonesi. Egli ospitò Giovanni Quatrario, Maestro razionale, umanista e poeta insigne di Sulmona, cresciuto nella scuola di Marco Barbato, familiare di Petrarca. Quando, intorno al 1379, a Sulmona scoppiarono tumulti tra le nobili famiglie dei Merlini e dei Quatrario, Giovanni si diede alla fuga cercando rifugio nel Castello di Introdacqua presso Francesco D'Aquino. E il poeta da Roma esprime la sua riconoscenza nei confronti del Conte Francesco dedicandogli un carme:
It: «Là dove vive, io ritorno, strappato via dalla cupa morte, dopo che, squarciati, vomitarono fuori il veleno del traditore. Con il tuo amore, non so quali cose potrei meditare che siano degne del tuo dono.»
I D'Aquino non vessarono i loro sudditi con le tasse e i balzelli che adottarono gli altri feudatari, particolarmente i Trasmondi. Tuttavia, per mezzo di speciali riscuotitori riscossero le sole decime, cioè la decima parte di ciascun prodotto agrario, industriale e zootecnico. Tutto ciò sta a dimostrare che ci fu una profonda trasformazione, da una parte si formò una nuova classe di feudatari, dall'altra ci fu più ampio respiro per la nascente borghesia.
In quest'epoca vissero due importanti personaggi a Introdacqua, ossia Odorisio Di Naldo e Giovanni Severini.

### L'invasione degli Aragonesi (1443-1516)

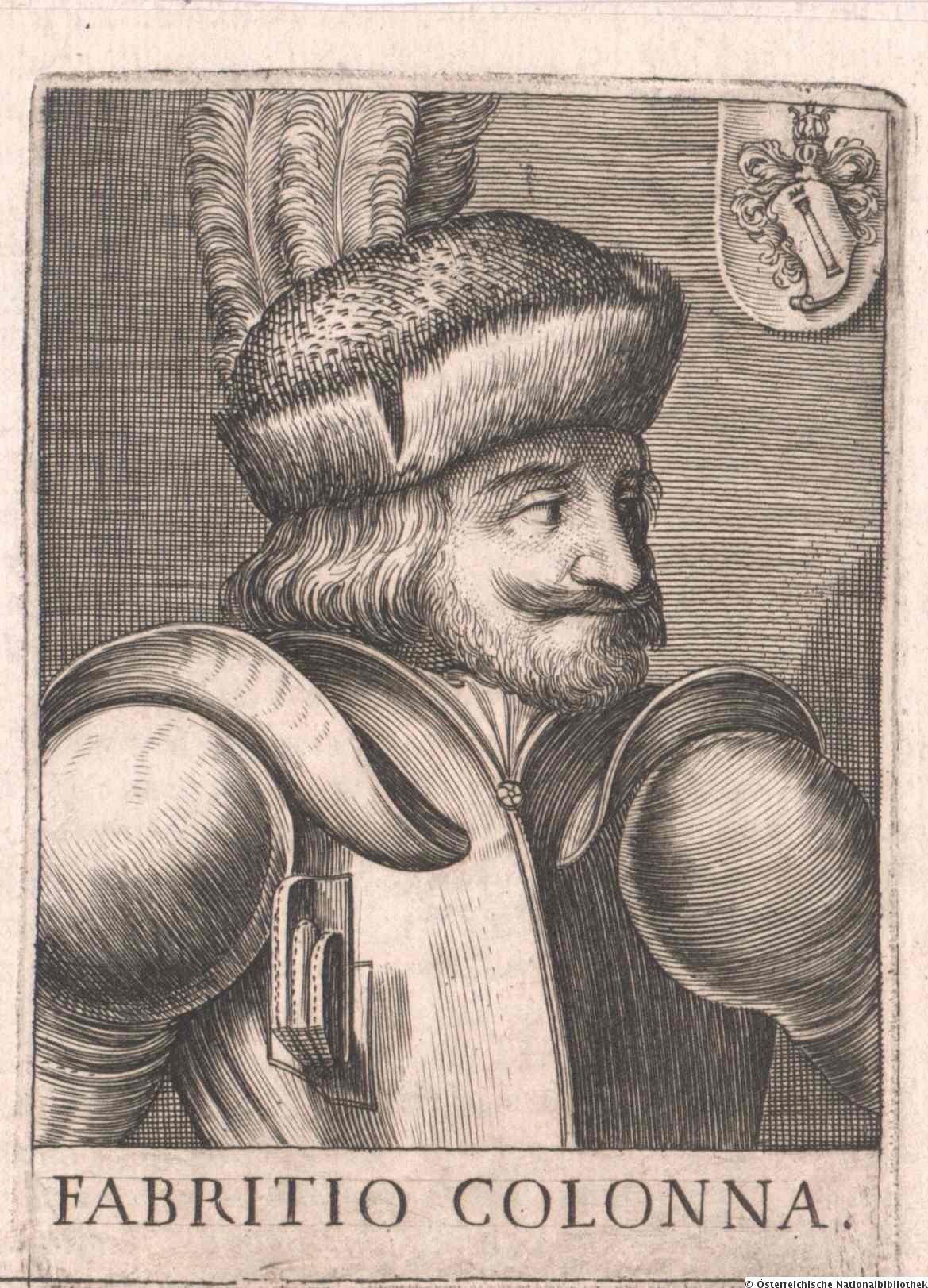
Condottiero a difesa di Introdacqua in un tentativo di conquista durante la guerra tra Angioini e Aragonesi

S'ignora la serie dei feudatari che in questo periodo ebbero il dominio di Introdacqua, si sa soltanto che furono parecchi e che il loro dominio fu una concessione fatta dal Re con l'obbligo di un censo, oppure un passaggio dall'uno all'altro o per eredità o per acquisto. A causa di ciò le condizioni della popolazione erano peggiorate per i molti tributi e le molte prestazioni dovute al feudatario. Il periodo degli Aragonesi fu anche dannoso allo sviluppo e al progresso delle industrie e del commercio della popolazione, costretta ad alloggiare e mantenere a proprie spese le milizie straniere di passaggio, le quali non erano che compagnie di ventura, bande di malfattori e ladri, dedite soltanto al saccheggio e alla distruzione dei paesi e delle campagne. Tra gli avventurieri che riuscirono ad avere il dominio di Introdacqua va ricordato il Capitano di ventura Conte Jacopo Piccinino.
Dopo l'avvento degli Aragonesi, esattamente nel 1494, Carlo VIII Re di Francia scendeva in Italia per conquistare il Regno di Napoli. Fedeli a questo Re, per le molte promesse ricevute, gli Aquilani senza opporre resistenza gli aprirono le porte. Consapevole e sorpreso di ciò Ferrante II Viceré di Napoli esortò i sulmonesi a serbarglisi fedeli, ma ebbe un netto rifiuto. Nel settembre 1495 francesi ed aquilani, con a capo Claudio di Lenoncourt, Viceré di Carlo VIII, marciarono su Goriano Sicoli, Castelvecchio Subequo, Castel di Ieri, Raiano e Prezza, quindi mossero su Introdacqua nel tentativo di invaderla per assoggettarla al partito di Carlo VIII. Sconfitti però dai balestrieri di Fabrizio Colonna, Connestabile del Regno di Napoli, i quali si stanziarono a Introdacqua per Ferrante, furono costretti a ripiegare lasciando sul terreno numerosi feriti e 15 prigionieri. È di questo periodo la costruzione o ricostruzione o ampliamento della Parrocchia, detta della SS. Annunziata o di S. Maria Matrice tra il 1474 e il 1510, e la costruzione di un Corritore delle Caselle che, annesso alla Parrocchia e adibito prima a vari usi, divenne in seguito il Quartiere della XII Compagnia della Guardia Nazionale Mobile di stanza ad Introdacqua, successivamente Municipio, Carcere mandamentale e Sala per i concerti musicali, per essere trasformato nel XX secolo in Palazzo comunale. Cade pure in questo periodo uno dei più dannosi terremoti che vede l'Abruzzo come vittima: quello del 4-5 dicembre 1456, che decimò notevolmente la popolazione. A causa di quel terremoto tutti i paesi della Valle Peligna, specialmente quelli in località montane, rimasero fortemente danneggiati. Forse a causa di questo terremoto dovette cadere la sommità del castello di Introdacqua, la quale rimase quella visibile attualmente, forse per le difficoltà dei lavori di restauro, forse anche perché non più necessario il castello per le operazioni di difesa del paese.

### La dominazione spagnola (1516-1700)
Al periodo della dominazione spagnola si riferiscono le scorrerie del bandito Marco Sciarra, il quale con 600 banditi evasi dalle prigioni degli Stati della Chiesa invase la Terra di Lavoro e dopo aver saccheggiato parecchi centri, invase l'Abruzzo. Qui vi pose il suo quartier generale, assumendo il titolo di Re della Campagna, e ne terrorizzò le popolazioni approfittando del disordine che allora funestava il Regno di Napoli conteso da spagnoli e austriaci. Il consigliere di Chieti Carlo Gambarotta scacciò Sciarra dall'Abruzzo catturando molti banditi, ma Sciarra insieme ai non catturati tornò in Abruzzo invadendo il circondario di Sulmona dove, tra il 1587 e il 1588, saccheggiò e dette alle fiamme Introdacqua, Bugnara e Vittorito, e nel 1589 più volte anche Scanno. E da questi avvenimenti si diresse nelle Puglie.

### I d'Avalos (1548-1649) e il ritorno dei Di Sangro (1598-1607)
Esattamente nel 1548 Carlo V conferì a Maria d'Aragona, Marchesa del Vasto, e a suo figlio Francesco Ferdinando d'Avalos, Conte di Loreto, cinque Castelli detti della Montagna, i quali furono: Scanno, Introdacqua, Opi, Castrovalva e Pescasseroli. Per ciò che riguarda Introdacqua, è storicamente accertato che Francesco Ferdinando d'Avalos ne ebbe il dominio senza che i naturali del luogo avessero a soffrirne soprusi o violenze di sorta. La concessione era il riconoscimento dei meriti suoi personali, del padre Alfonso e del nonno Innico.
Non molti anni dopo il dominio dei d'Avalos fu interrotto dal ritorno dei Di Sangro. Nel 1598 Lavinia della Rovere, balia e tutrice della Marchesa di Pescara Isabella d'Avalos, vendette Introdacqua ed altri feudi ad un Giovan Giacomo Di Sangro. Nel 1607 quest'ultimo morì, e lo successe il fratello Ottavio, che dopo due anni fu a sua volta sostituito dalla sorella Andreana, morta nel 1631 senza lasciare eredi. Per tale motivo Introdacqua tornò al Fisco, fu messa in vendita, e poté essere riacquistata per 21.000 ducati da Ferdinando Francesco d'Avalos, Marchese del Vasto. Ma data la frequente assenza nel feudo per impegni militari, il 20 settembre 1649, con rogito del Notaio Medea di Napoli, Ferdinando Francesco effettuava la vendita del suo Feudo di Introdacqua (allora numerato per 329 fuochi) al Barone Trasmondo Trasmondi di Sulmona per 20.000 ducati.
Fatto di rilievo del periodo fu la costruzione del Campanile, iniziata e terminata nel 1600, la costruzione della Porta della Terra rivolta a nord, e la Via Piana, consistente in un vasto caseggiato, poi trasformato in diversi palazzi, detto Corritore seu forno con granaio.

### L'invasione dei Borbone (1708-1798) e dei Bonaparte (1798-1799 e 1806-1815)
Quando Napoleone fu spedito in Italia, fondò la Repubblica Cisalpina. Nella certezza di essere assalito e confidando dell'aiuto dell'Austria e della Russia, Ferdinando IV scese per primo in campo contro i Francesi (1798), ma il Generale Championnet piombò sui napoletani e li disperse. Ferdinando fuggì in Sicilia, mentre Championnet entrò a Napoli instaurandovi la Repubblica Partenopea (1799). Poco dopo, avendo gli eserciti alleati sconfitto ripetutamente i francesi, Ferdinando tornava a Napoli, e fu allora che, auspice il Cardinale Ruffo, furono istituiti i Visitatori generali delle Province con il compito apparente di ristabilire l'ordine, ma con l'intenzione segreta di colpire duramente coloro che avevano fatto buon viso ai francesi.
Questo in generale è un periodo di importanza per Introdacqua: qui si fece notare Giuseppe Pronio, che da capomassa divenne Generale Comandante dei Tre Abruzzi, e Paolo Pronio, suo figlio e anch'esso generale.
Si sono inoltre verificati numerosi fatti: la costruzione della "Fontavecchia"; venne edificata la Confraternita della SS. Trinità; venne eretta la Confraternità del SS. Sacramento; la creazione della Cappella ed Ospedale di S. Antonio Abate; la formazione del Catasto onciario; la traslazione delle ossa di S. Feliciano dalle Catacombe Ponziane a Introdacqua; la nascita del teologo Giovanni Tommaso Maria Ventresca, tuttora sepolto nella cattedrale di S. Panfilo a Sulmona; l'istituzione del Tribunale di Giustizia; venne eretto un nuovo altare nella chiesa campestre di S. Antonio Abate, poi dedicato a sant'Antonio di Padova; la costituzione della Banda di Introdacqua; l'erezione nell'interno della cappella di S. Nicola di Bari di un altare marmoreo per collocarvi l'urna del protettore san Feliciano; l'eccidio della famiglia del Giudice Lancia per mano di quattro banditi del luogo, di cui solo due ne furono giustiziati.

### I Trasmondi (1649-1806)

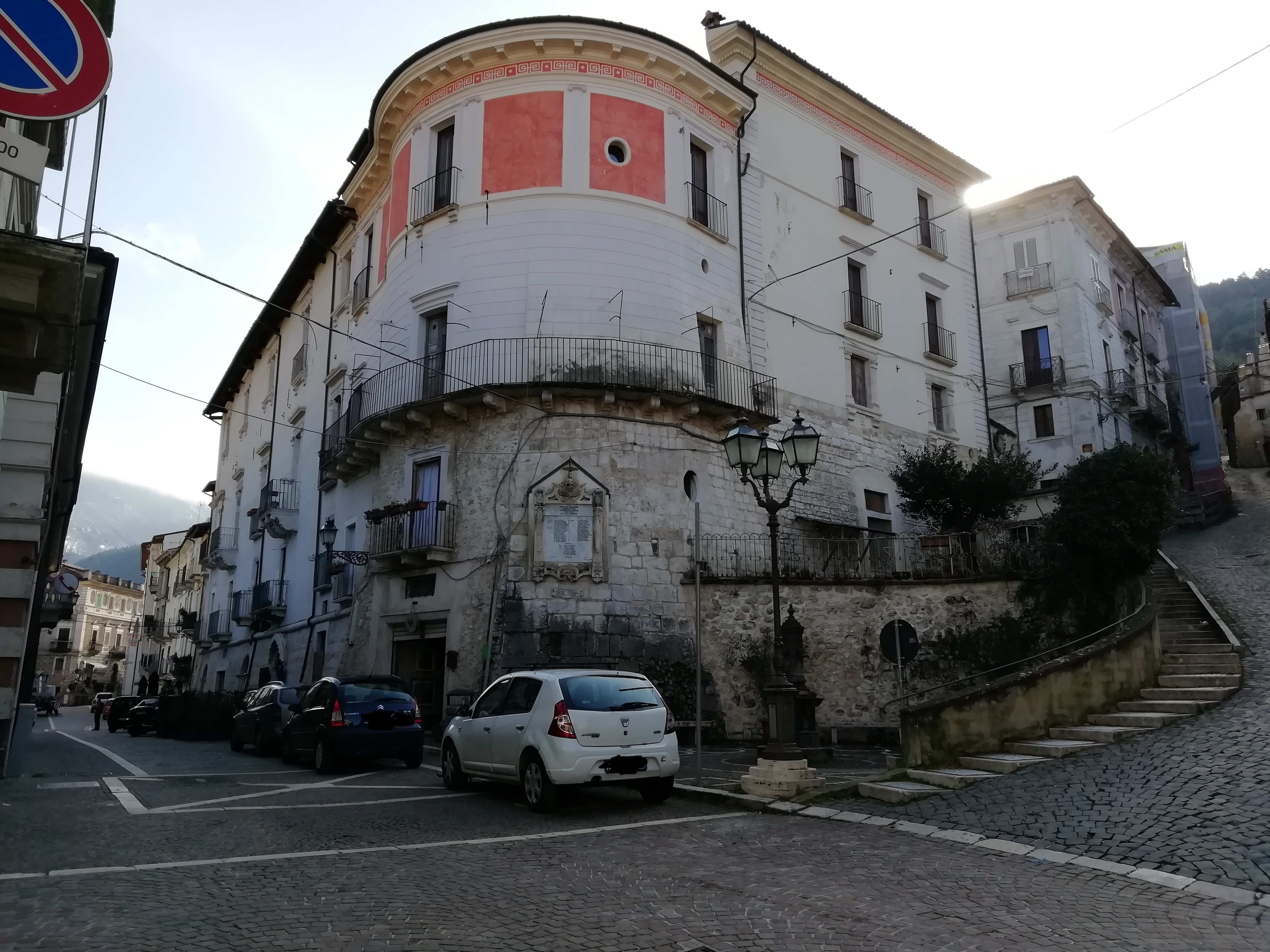
Palazzo marchesale Trasmondi

Precedentemente il 1649 i Trasmondi risiedevano a Sulmona, ove rivendicarono la loro nobiltà per una controversia la quale negava loro alcuni diritti. La loro nobiltà è provata da due ipotetiche origini, ossia la discendenza dai Duchi di Spoleto, oppure la discendenza da Trasmondo figlio di Genserico re dei Vandali. I Marchesi possedevano la giurisdizione criminale e civile di Pentima (Corfinio) e lo jus sigilli dell'intero Abruzzo: essi avevano molti possedimenti, tra cui la Baronia di Introdacqua, trasformata il 18 luglio 1700 in marchesato da Re Carlo II di Spagna.
Durante la loro dominazione ci furono numerosi dissapori tra i marchesi e la popolazione del paese, il più eclatante fu la demolizione di un molino e di una gualchiera, e la rivendicazione delle acque provenienti dalla Rupe di S. Nicolò.

Con la legge 2 agosto 1806 sull'abolizione della Feudalità e di quella del 1º settembre, Introdacqua non fu più un marchesato, ed essendo la situazione svantaggiosa per i Trasmondi, quest'ultimi ritornarono a Sulmona, vendendo ogni loro possedimento del paese. Cessa così la lunghissima serie dei feudatari di Introdacqua.

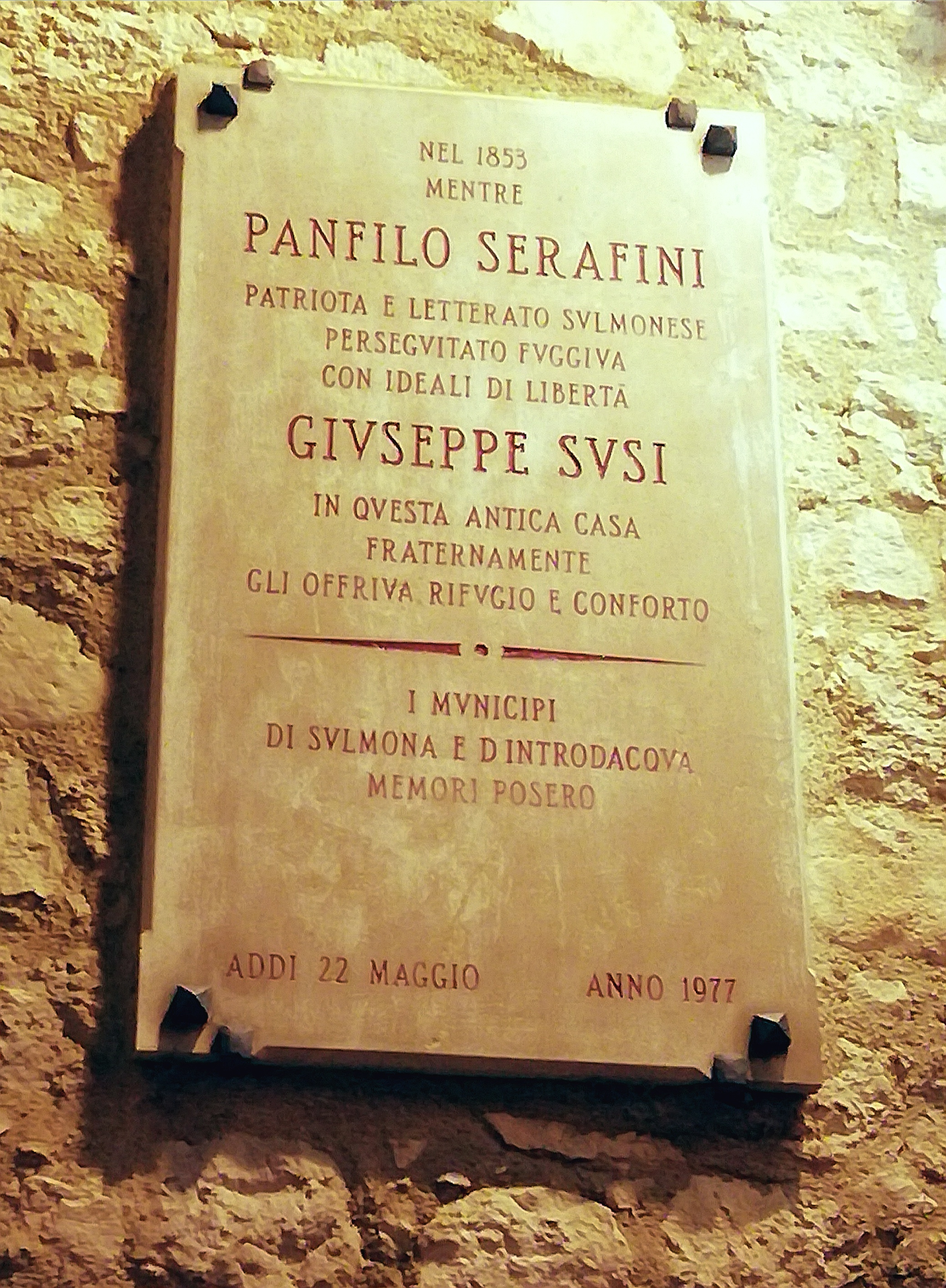
Tavola che attesta il rifugio di Panfilo Serafini a Introdacqua

### Il Risorgimento
Nel paese in questo periodo della storia, come del resto in tutt'Italia, vi si crearono delle società segrete per il sempre più crescente senso di nazionalità e data l'impossibilità per la popolazione di combattere direttamente il Governo borbonico.
Fra i nomi memorabili del periodo ricordiamo: Croce Susi, Emanuele D'Eramo, Raffaele D'Eramo, Giuseppe Tamburrini e Giuseppe Tiberi.

### Il rimboschimento, i siti archeologici e le cave (1880-1920)
Alla fine del XIX secolo il monte Genzana fu coinvolto in un'operazione di rimboschimento per scongiurare i pericoli di frane dovuti al terreno cedevole.
Sempre nello stesso periodo Antonio De Nino scoprì alcuni reperti e siti archeologici, fra cui il rinvenimento sulla cima del monte Plaja (864 m) nel 1891: furono scoperti resti di un tempio a pianta circolare di 8 metri di diametro, con apertura di 1,8 metri e con una profondità d'apertura di 2 metri. Sempre sul monte Plaja, furono scoperte mura megalitiche.

### La seconda guerra mondiale

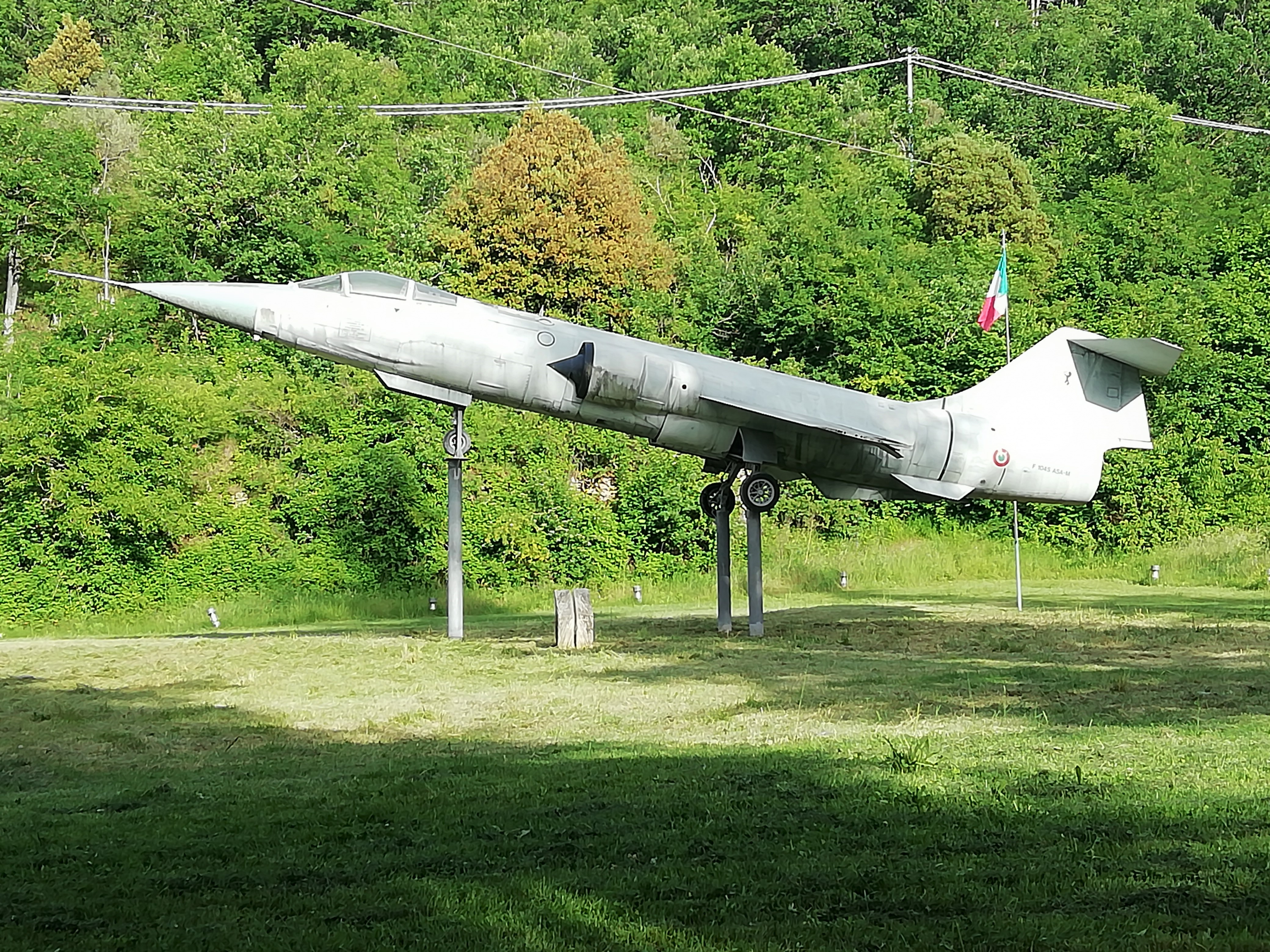
Aereo F104 nella villa comunale di Introdacqua

Nel 1943 il paese, nonostante la vicinanza alla linea Gustav, non fu coinvolto direttamente nel conflitto. Fu per un certo periodo sede di un comando tedesco.

### Dal dopoguerra in avanti
Nel dopoguerra la popolazione diminuì a causa dei grandi flussi migratori dell'Abruzzo interno, che spinsero molti abitanti verso la costa abruzzese, il Lazio e i paesi esteri. Negli anni cinquanta il paese fu protagonista della pellicola Signorinella. Nel corso del tempo il paese ha conosciuto una moderata crescita demografica, con un ripopolamento nelle frazioni.

### Simboli
Lo stemma e il gonfalone sono stati concessi con decreto del presidente della Repubblica del 19 luglio 1999.
Il gonfalone è un drappo di rosso.

## Monumenti e luoghi d'interesse

### Architetture religiose

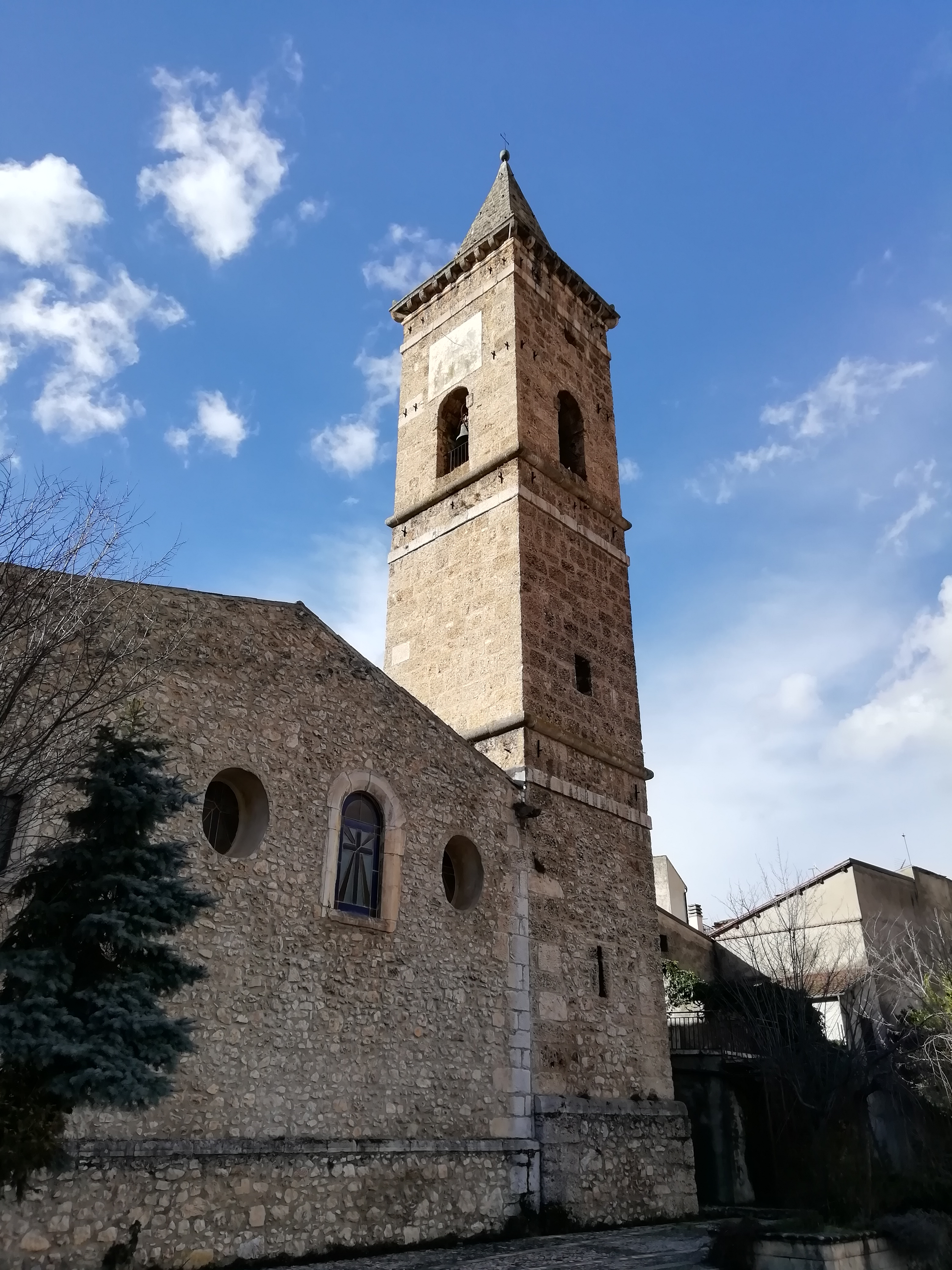
Campanile romanico della chiesa madre, realizzato in pietra locale

Chiesa madre Maria S.S. Annunziata: è la Chiesa Madre del paese, vi sono conservate le spoglie del patrono di Introdacqua, san Feliciano Martire, la chiesa ha una struttura interna basilicale a tre navate e custodisce affreschi medioevali e rinascimentali, fra i quali quello dedicato a San Cristoforo.
Campanile della Chiesa Madre Maria S.S. Annunziata: il campanile seicentesco in stile romanico è costruito in pietra locale.
Chiesa della Madonna Addolorata: la chiesa della S.S. Addolorata, di fronte alla chiesa Madre, all'interno conserva le statue di Cristo Morto e dell'Addolorata che il venerdì santo vengono portate in processione.
Chiesa della S.S. Trinità: fu costruita sui resti di una chiesa diruta a causa di un'alluvione. Restaurata dopo il terremoto del 1706, conserva la statua della "Madonna che vèle", Madonna che corre verso il figlio risorto durante la rappresentazione allestita nel giorno di Pasqua.
Chiesa di Sant'Antonio: situata a 735 metri s.l.m., ed edificata nell'XI secolo, la chiesa conserva affreschi del XV e XVI secolo; all'esterno della struttura è situato l'antico cimitero del paese.
Chiesa di San Giovanni: realizzata intorno all'XI secolo, conserva affreschi medioevali.
Chiesa della Madonna delle Grazie: realizzata intorno al XV secolo, conserva una tela ottocentesca.
Chiesa della Madonna di Loreto.

### Architetture militari
Dongione di Introdacqua: la torre medievale del XII secolo sovrasta il paese, si tratta di un dongione a pianta quadrata cintata da mura poligonali.
Castello: situato nel borgo antico di Introdacqua, comprende le case che circondano la torre fino al palazzo Trasmondi.
Porte della Terra: a ridosso del palazzo Marchesale vi è una di esse. Dette "Porte della Terra", che sono l'ingresso al vecchio borgo, sulla chiave dell'arco della porta rivolta a nord compare lo stemma quadripartito della famiglia Trasmondi.

### Aree archeologiche
Piano della Civitella (700 a.C.-301 a.C.): denominato così da Antonio De Nino, l'area è situata sulla cima del monte Plaja. I blocchi ancora in sito e l'anello del terrapieno interno hanno permesso di rilevare con sufficiente attendibilità, quasi per intero, il perimetro murario che misurava appena 228 metri, racchiudendo un'area di 4065 mq. Sul lato sud era la porta, larga circa 1.50 m, individuata a fine Ottocento dal de Nino e già negli anni ottanta del Novecento non più rintracciabile. Sul lato settentrionale, dove il declivio è più dolce, era una seconda cortina difensiva esterna. All'interno del recinto il De Nino mise in luce una cisterna con architettura interna formata da filari di blocchi di dimensioni medio-grandi, sommariamente sbozzati e sovrapposti senza malta, in progressivo aggettare verso l'apertura così da creare una struttura a tholos. Gli apprestamenti difensivi dovevano essere integrati da strutture miste in pietre e palizzate. Le piccole dimensioni del recinto hanno indotto diversi studiosi a fornirne un'interpretazione diversa da quella di una struttura a 
carattere difensivo, in particolare il Lugli interpretò le evidenze come il muro di sostruzione di una villa romana, mentre il rinvenimento di una testa di bovino indusse, in seguito, a identificare l'area come un luogo di culto. L'interpretazione delle strutture come riferibili ad un piccolo centro fortificato appare giustificata dalla posizione in prossimità dei pascoli del Genzana verso cui si apriva l'unica porta individuata.

### Altri

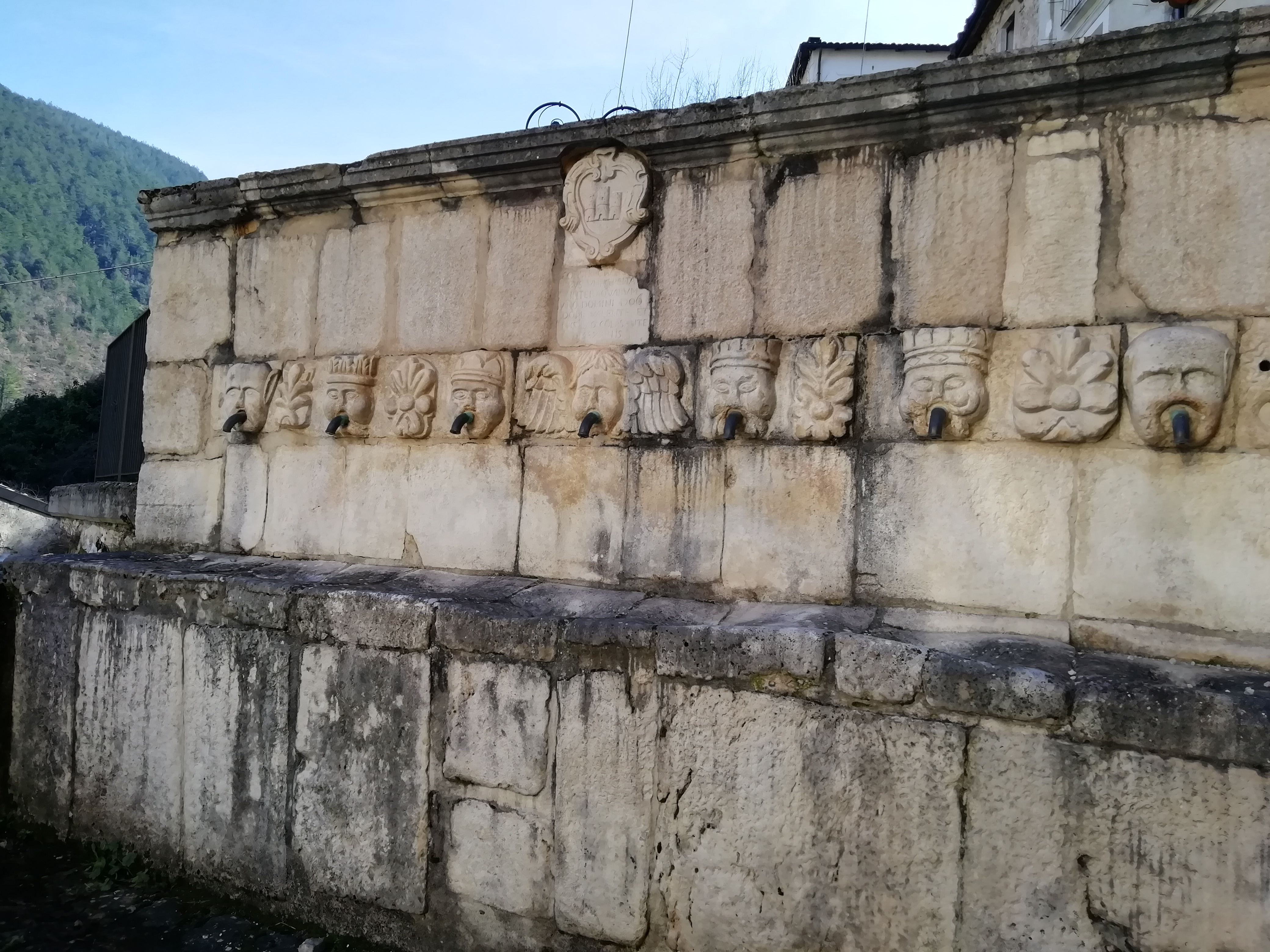
La "Fontavecchia"

Palazzo Trasmondi: il palazzo edificato intorno al XIII secolo, con vari rifacimenti nei secoli successivi, viene chiamato Trasmondi, gli ultimi feudatari del paese. Fu rifugio di Giovanni Quatrario, umanista amico di Petrarca che fuggiva da Sulmona, e nel 1853, ospitò, grazie alla benevolenza di Giuseppe Susi, proprietario del palazzo, Panfilo Serafini, scrittore e patriota sulmonese, perseguitato dai Borbone per le sue idee liberali. Il palazzo è al centro del paese su piazza Cavour.
Fontavecchia: La fontana Vecchia, chiamata anche "Fontavecchia", è una vasca rettangolare sulla quale è collocato un parapetto a cortina, presenta lo stemma in pietra del paese, con inciso la data di costruzione (1706). Questa grande fontana fu per molto tempo l'unica fonte di approvvigionamento per gli abitanti di Introdacqua, altrimenti costretti a recarsi presso una delle sorgenti più vicine detta "Fonte La Strega".
Palazzo Monaco: palazzo privato dotato di affreschi risalenti al 1800, di particolare rilievo è il giardino d'inverno e il salone affrescato. 

## Società

### Evoluzione demografica
Abitanti censiti

### Tradizioni e folclore

#### I fuochi di sant'Antonio Abate
Durante la sera del 17 gennaio, giorno di Sant'Antonio Abate, cui è intitolata l'omonima chiesa campestre, vengono accesi per le strade di tutto il paese numerosi falò, i quali sono accompagnati da banchetti ricolmi di pietanze locali. 

#### La Madonna che véle (che vola)

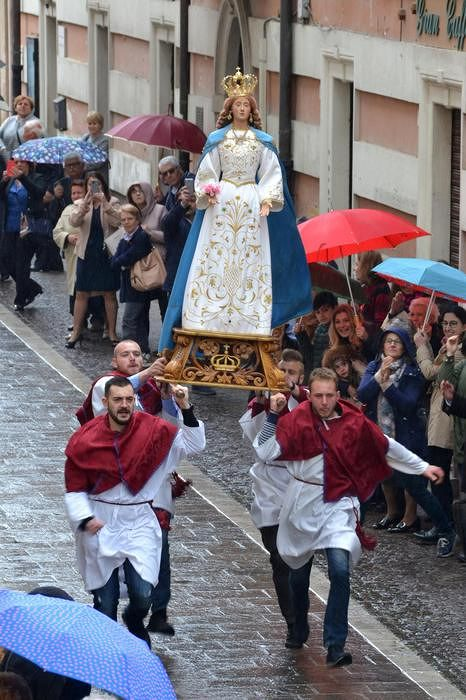
La Madonna che véle

La manifestazione della Pasqua si ritiene iniziata nella seconda metà dell'Ottocento, anche se alcune fonti ritengono che sia iniziata nell'ultimo decennio del Settecento.

#### Festa patronale
La penultima domenica di agosto vi è la festa patronale dei Santi Feliciano e Antonio.

## Cultura

### Letteratura
Il poeta e scrittore Pascal D'Angelo nacque a Introdacqua nel 1894. Figlio di un pastore, emigrò in America nel 1910 e raccontò la sua infanzia a Introdacqua nella sua autobiografia Son of Italy.

### Musica
La Banda di Introdacqua ha conferito notorietà al paese, e Gesualdo Coggi le dedicò una marcia sinfonica, Introdacqua.
Le prime notizie delle origini della banda risalgono al 3 dicembre 1770, e sono contenute in un "Libro degli Introiti e delle Spese" della cappella della concezione. In particolare vi è scritto: «Addì 3 dicembre 1770 pagato alla Musica per la festa della Concezione: la sera della vigilia ducati 0,15; il giorno della festa ducati 0,90».
La banda trovò un primo successo nella primavera del 1920 al convegno indetto dall'associazione della stampa periodica italiana, vincendo la medaglia d'argento. Un altro riconoscimento arrivò nel 1922 al secondo convegno nazionale bandistico, dove la banda venne premiata con la coppa d'argento. Si esibì sia nel 1931 che nel 1949 a Sanremo, e nel 1949 le fu affidata la colonna sonora del film Signorinella.
Fra il 1973 e il 1974 la banda si sciolse, e vennero alla luce due formazioni separate.
Negli anni a venire le formazioni si sciolsero, andandosi a formare nel 1983 il Complesso Bandistico Città di Introdacqua (CBCI), e nel 1987 l'Associazione Circolo Musicale Introdacqua (ACMI).

### Cucina
La cucina di Introdacqua vede l'impiego di prodotti dell'agricoltura e dell'allevamento locali, quali ceci, cereali, formaggi, olio extravergine d'oliva, salumi, oltre a una varietà endemica dell'aglio rosso di Sulmona, dal sapore più delicato rispetto all'originale. Il primo piatto tipico è rappresentato dai frascarelli, una sorta di polenta, ma dalla consistenza meno compatta, condita in vari modi o con la salsiccia. Tra i dolci, vi sono i ceci ripieni e gli scarponi, consumati nel periodo natalizio.

## Amministrazione
A partire dalla nascita della Repubblica Italiana si sono contrapposti nella storia politico-amministrativa del comune di Introdacqua esponenti della Democrazia Cristiana e del Partito Socialista Italiano. Con l'introduzione dell'elezione diretta del sindaco da parte dei cittadini, avvenuta nel 1995, si sono susseguite amministrazioni civiche di centro-sinistra, che dal 2019 proseguono nella guida del governo del comune. Dal 2024 torna a far parte dell'associazione I borghi più belli d'Italia.